# Casletto
Casletto (Caslett in dialetto brianzolo) è una frazione del comune italiano di Rogeno, posta a nord del centro abitato sulle rive del lago di Pusiano. Fu un comune autonomo fino al 1928.

## Storia
Di probabile origine celtica, Casletto fu un antico comune del Milanese.
Registrato agli atti del 1751 come un villaggio di 141 abitanti, nel 1786 entrò per un quinquennio a far parte della Provincia di Como, per poi cambiare continuamente i riferimenti amministrativi nel 1791, nel 1797 e nel 1798.
Portato definitivamente sotto Como nel 1801, alla proclamazione del Regno d'Italia nel 1805 risultava avere 215 abitanti. Nel 1809 il municipio fu soppresso su risultanza di un regio decreto di Napoleone che lo unì per la prima volta a Rogeno, ma il Comune di Casletto fu restaurato nel 1816 dagli austriaci dopo il loro ritorno. Nel 1853 risultò essere popolato da 403 anime, salite a 500 nel 1871. Il censimento del 1921 registrò 651 residenti, ma nel 1928 il regime fascista decise la definitiva soppressione del municipio, aggregandolo nuovamente a Rogeno seguendo l'antico modello napoleonico.